# Ticagrelor
Il Ticagrelor (AZD6140) è un composto chimico di formula chimica {\displaystyle {\ce {C23H28F2N6O4S}}} che in condizioni standard si presenta come una polvere cristallina.

## Storia
È stato descritto per la prima volta nella letteratura scientifica nel 2003. Ha ricevuto l'approvazione dell'EMA il 3 dicembre 2010 e l'approvazione della FDA il 20 luglio 2011.

## Caratteristiche strutturali e fisiche
Appartiene alla classe delle ciclopentiltriazolopirimidine. È costituito da una base pirimidinica N-sostituita da un derivato carbociclico che mima il ribosio, facendola assomigliare all'ADP e permettendo quindi la sua azione come antagonista competitivo. È un membro dei triazolopirimidini, un composto organofluorurato, un arilsolfuro, un composto amminico secondario e un idrossietere.
Il composto è solubile in acetato di etile.
| N. di atomi pesanti                          | 36             |
| N. di donatori di legami a idrogeno          | 4              |
| N. di accettori di legami a idrogeno         | 12             |
| N. di elementi stereogenici atomici definiti | 6              |
| N. di legami ruotabili                       | 10             |
| Massa monoisotopica                          | 522,18608089 u |
| Superficie polare                            | 164 Å²         |

## Reattività e caratteristiche chimiche
Il composto è incompatibile con agenti ossidanti forti.

## Farmacologia e tossicologia

### Farmacocinetica
Il ticagrelor si assume per via orale. Può essere somministrato sia a stomaco pieno che a stomaco vuoto in quanto anche un'ingestione di pasti ricchi di grassi non produce alcun effetto rilevante sulla Cmax né sull'AUC del metabolita attivo.
La dose dovrebbe comunque essere assunta all'orario programmato, inoltre la precoce interruzione del Ticagrelor può aumentare il rischio di infarto miocardico o morte cardiovascolare dovuta alla malattia di base del paziente.

#### Assorbimento e distribuzione
Il farmaco appare rapidamente nel plasma, con un picco plasmatico dopo circa 1,5 ore dall'assunzione; anche la formazione del metabolita attivo si verifica rapidamente (2,5 h). Il valore esatto della biodisponibilità è infatti del 36%. Il volume di distribuzione allo stato stazionario è di 87,5 L.
Nel plasma si lega per più del 99,7% alle proteine, in particolare all'albumina. Dopo la dose di carico, l'inibizione piastrinica massima avviene per il 70% dopo 2-4 ore. L'emivita è di circa 7 ore per il Ticagrelor e di 8,5 ore per il metabolita attivo.

#### Metabolismo
Il composto viene metabolizzato nel fegato e nell'intestino dal CYP3A4/5. Dal metabolismo originano più di dieci prodotti, ma soltanto il derivato O-deetilato è equamente attivo (la sua concentrazione è pari al 40% circa del farmaco iniziale). Il Ticagrelor e alcuni metaboliti subiscono N-dealchilazione e vengono coniugati con acido glucuronico, per fare in modo che siano più solubili e facilitarne l'eliminazione.
Si può citare uno studio del 2015 in cui è stata effettuata la degradazione forzata in varie condizioni di stress. I metaboliti e prodotti degradati sono stati rilevati e identificati mediante HPLC-MSn. Si tratta di una colonna C18 XTerra MS combinata con una fase mobile a gradiente lineare composta da una miscela di 10 mM di acetato di ammonio/acetonitrile. Questo tipo di analisi si è rivelata utile anche per le determinazioni di droga e impurezze.
Sono stati distinti fino a nove prodotti di degradazione derivati da ossidazione/auto-ossidazione, S-dealchilazione e N-dealchilazione. Essi provengono da una serie di possibili percorsi di degradazione di molecole con tali gruppi funzionali. È stata studiata e valutata la cinetica per definire la data di scadenza della molecola e identificare i fattori di degrado più importanti.
Il prodotto di degradazione DP1 ha dato origine a uno ione protonato con formula elementare C14H25N4O4S+. Il farmaco ha perso due atomi di azoto e il gruppo difluorofenil-ciclopropilico. Lo studio di frammentazione di DP1 ha anche confermato che è veramente un derivato della diaminopirimidina.
Il prodotto di degradazione DP2 è uno dei derivati più idrofili visto il suo breve tempo di ritenzione (2,8 min). Il DP2 ha formula: C20H23F2N6O5+. A differenza degli altri composti, non si ha più la perdita di neutrofili del propilene correlata alla S-dealchilazione, ma è stata osservata la perdita di un gruppo CHNO che indica che DP2 è un derivato oxo-triazolopirimidinico.
Il prodotto di degradazione DP3 è stato facilmente formato per fotolisi e per termolisi. La massa accurata dello ione protonato è stata misurata a 371,1492, che potrebbe corrispondere alla formula elementare C14H23N6O4S+.
Lo ione protonato DP4 ha una formula che comprende un atomo di ossigeno in più, che può essere correlato ad un derivato idrossilato formato in presenza di perossido di idrogeno: C23H29F2N6O5+. Ciò che si è dimostrato è che l'idrossilazione era avvenuta nell'azoto aromatico-amminico, portando alla formazione di un derivato idrossilamminico.
Il DP5 è uno ione protonato che presenta due atomi di ossigeno in più rispetto a quello del Ticagrelor. In generale lo schema di frammentazione sembrerebbe essere simile al farmaco di partenza, ma la presenza di una transizione specifica, finora non osservata, ha fatto la differenza. Sembrerebbe infatti che ci fosse stata una perdita della frazione C3H6O2S, così da identificare il DP5 come un derivato arilsulfonico. Il DP6, DP7, DP8 e DP9 sono molto simili al DP3 in termini di massa.

#### Eliminazione
Una dose radiomarcata di ticagrelor viene recuperata per il 57,8% nelle feci e per il 26,5% nelle urine. Meno dell'1% della dose viene recuperato come farmaco non metabolizzato. Il metabolita attivo AC-C124910XX costituisce il 21,7% del recupero nelle feci, mentre il metabolita AR-C133913XX rappresenta il 9,2% del recupero nelle urine e il 2,7% nelle feci. Altri metaboliti minori vengono prevalentemente eliminati attraverso le urine. La clearance renale del ticagrelor è di 0,00584 L/h.

### Farmacodinamica
È un inibitore diretto, reversibile e competitivo del recettore dell'ADP P2Y12, coinvolto nella fase di aggregazione piastrinica, processo che fa parte della coagulazione, nel quale le piastrine formano una rete per bloccare la fuoriuscita del sangue dal vaso leso, in un sito distinto da quello dell'agonista endogeno ADP.
Questo blocca la via di segnalazione piastrinica, inibendo l'attivazione del complesso glicoproteico GPIIb/IIIa, il legame del fibrinogeno alle piastrine e la loro adesione e aggregazione. Il ticagrelor e il suo metabolita O-deetilato hanno lo stesso meccanismo d'azione delle tienopiridine, Prasugrel, Clopidogrel e Ticlopidina, ma il blocco è reversibile. Questa reversibilità permette il ritorno al normale funzionamento delle piastrine entro 24-48 ore dopo l'ultima somministrazione, indipendentemente dalla vita media delle piastrine.
Oltre agli effetti primari mediati dall’antagonismo del recettore P2Y12, Ticagrelor aumenta il livello endogeno locale di adenosina, inibendone l'assorbimento da parte del trasportatore. Questo, oltre all’inibizione della funzione piastrinica, porta a vasodilatazione e sensazione di dispnea.

### Studi clinici

#### Pegasus-timi 54
L’efficacia e la tollerabilità di Ticagrelor, 60 mg due volte al giorno, per la prevenzione di eventi aterotrombotici, si basa sui risultati ottenuti dallo studio PEGASUS-TIMI 54 che ha confrontato il Ticagrelor con placebo (in associazione con aspirina a basso dosaggio 75-150 mg/die) in pazienti stabili, che avevano avuto un infarto del miocardio spontaneo da 1 a 3 anni prima dell'arruolamento allo studio e che erano ad alto rischio aterotrombotico.
L'aterotrombosi si manifesta clinicamente come malattia coronarica (CAD), ictus, attacco ischemico transitorio o malattia delle arterie periferiche (PAD). L'adesione, l'attivazione e l'aggregazione piastrinica giocano un ruolo chiave nella patogenesi dell'aterotrombosi, che a sua volta è il principale determinante delle sindromi coronariche acute (ACS) incluso l’infarto miocardico.

##### Criteri di inclusione
PEGASUS-TIMI 54 includeva pazienti che avevano avuto spontaneamente infarto miocardico da 1 a 3 anni prima dell'arruolamento, avevano almeno 50 anni e possedevano una delle seguenti caratteristiche ad alto rischio: età superiore ai 65 anni, diabete mellito trattato con farmaci, un secondo infarto miocardico spontaneo, CAD multivasale o disfunzione renale cronica.
La maggior parte dei pazienti erano maschi (76%) e caucasici (87%) e l’età media era di 65 anni.
Inoltre, in termini di tipo di infarto miocardico, il 53,6% dei pazienti ha avuto uno STEMI (ossia un’ostruzione coronarica con arresto totale del flusso sanguigno e conseguente sopraslivellamento del tratto ST nell’ECG), il 40,6% uno NSTEMI (ossia un’ostruzione coronarica parziale o transitoria che ha portato ad un sottoslivellamento del tratto ST nell’ECG) e il 5,8%, di tipo sconosciuto. L'83% dei pazienti ha avuto una storia di angioplastica coronarica (PCI).

##### Criteri di esclusione
I criteri di esclusione dallo studio includevano l'uso concomitante di Dipiridamolo o Cilostazolo, oppure una terapia anticoagulante durante il periodo dello studio. Sono stati esclusi anche pazienti con una storia di disturbi emorragici, ictus ischemico o sanguinamento intracranico, tumore del sistema nervoso centrale, anormalità vascolare intracranica o sanguinamento gastrointestinale entro i precedenti 6 mesi.

##### Analisi
I pazienti sono stati randomizzati e un gruppo riceveva 60 o 90 mg di Ticagrelor due volte al giorno, l’altro placebo. Quasi tutti (99,9%) i pazienti ricevevano aspirina, con un dosaggio compreso tra 75 e 100 mg/die. 
Sono stati seguiti per 33 mesi.
Gli endpoint primari (ossia i principali fenomeni di interesse di uno studio) erano morte cardiovascolare (CV), infarto miocardico o ictus: essi sono stati valutati su un base intentention to treat (ITT), ossia un’analisi valutata solamente sugli intenti iniziali del trattamento e non su quelli effettivamente somministrati. Gli endpoint secondari, invece, sono stati valutati in modo gerarchico: morte CV quindi morte per qualsiasi causa.
Le analisi dei punti di riferimento sono state eseguite a intervalli annuali dalla randomizzazione nei pazienti dello studio PEGASUS-TIMI 54 che erano vivi.
Questo studio dimostrò che chi assumeva 60 mg di Ticagrelor due volte al giorno era meno soggetto a morte cardiovascolare (CV), infarto del miocardio o ictus, rispetto ai destinatari del placebo. Infatti dopo 3 anni, gli endpoint primari erano stati significativamente ridotti del 16% nei pazienti destinati al Ticagrelor 60 mg due volte al giorno rispetto a chi assumeva placebo.
Viceversa, il rischio di sanguinamento maggiore era nettamente superiore ai destinatari del Ticagrelor, rispetto a chi assumeva placebo; tuttavia, il rischio sembrava diminuire dopo il primo anno di terapia.
Ticagrelor 60 mg due volte al giorno è stato inoltre di maggiore beneficio nei pazienti che avevano interrotto la terapia con gli inibitori del recettore P2Y12 entro 30 giorni dalla randomizzazione. 
Una riduzione significativa del rischio di morte CV, infarto miocardico o ictus è stato osservato in pazienti con PAD che hanno ricevuto ticagrelor 60 mg due volte al giorno (n=368) rispetto al placebo (n=404). 
Gli effetti benefici del Ticagrelor (60 mg due volte al giorno) sono stati osservati indipendentemente dalla presenza di disfunzione renale.

#### PLATO
Il trial clinico PLATO, invece, conclusosi a metà del 2009, ha messo in evidenza che, nel trattamento delle sindromi coronariche acute, Ticagrelor presenta una minore mortalità rispetto all'associazione di Clopidogrel con aspirina, riducendo del 16% circa il rischio di eventi vascolari maggiori, anche se sembra ci sia un maggior rischio di sanguinamento. Perciò il Ticagrelor risulta essere migliore, in combinazione con piccole dosi di ASA, per il trattamento di questa sindrome.

#### Altri studi
Un altro studio, invece, pubblicato il 20 agosto del 2018, ha evidenziato gli effetti del Clopidogrel vs Ticagrelor in relazione all'aggregazione piastrinica e markers infiammatori. Lo studio ha osservato che i pazienti con sindrome coronarica acuta mostrano una risposta infiammatoria che influenza l'aggregazione piastrinica, perciò esso era incentrato a capire la relazione tra la gravità dell'infiammazione e l'effetto degli antiaggreganti dopo intervento coronarico percutaneo (PCI) per infarto miocardico con sopraslivellamento ST (STEMI).
Lo studio è stato effettuato su un singolo centro, dove sono stati reclutati 203 pazienti (133 uomini e 70 donne) con STEMI sottoposti a PCI primario. Si è attuata una stratificazione sulla base della terapia antipiastrinica al momento del ricovero (125 pazienti erano sotto cura di Clopidogrel e 78 pazienti assumevano Ticagrelor), in più i livelli di infiammazione sono stati classificati come bassi, intermedi e alti, grazie all'analisi dei livelli di proteina C reattiva. La funzione di aggregazione piastrinica è stata identificata come reattività piastrinica indotta da ADP (grazie ad aggregometria a trasmissione luminosa). I marcatori di infiammazione sono stati misurati al momento del ricovero e ad 1 anno post-PCI.
Si è visto che a livelli intermedi e alti di infiammazione, l'aggregazione piastrinica data da ADP era significativamente più bassa nei pazienti che usavano Ticagrelor rispetto a quelli che assumevano Clopidrogrel, infatti a distanza di 1 anno dall'intervento, gli utilizzatori di Ticagrelor presentavano livelli molto più bassi di interleuchina-1β e livelli più alti di interleuchina-35 e fattore di crescita trasformante-β.
Si può quindi dire che, considerando diversi livelli di infiammazione, Ticagrelor fornisce una migliore e potente inibizione piastrinica rispetto a Clopidogrel. In particolare, a livelli più alti di infiammazione, il Ticagrelor sembrerebbe esercitare un effetto di inibizione più stabile. Inoltre, con il Ticagrelor si può notare che i markers di infiammazione sono ridotti al follow-up dopo PCI, e ciò denota che gli effetti anti-infiammatori potrebbero avere un ruolo nel beneficio clinico dato dalla terapia con antipiastrinici. Ciò è importante perché introduce un motivo in più per l'uso di Ticagrelor dopo PCI per infarto con STEMI.
Questo studio però aveva dei limiti: sicuramente il ridotto numero di pazienti reclutati, è stato effettuato in un singolo centro e la durata di follow-up è stata limitata.

### Effetti del composto e usi clinici
Il ticagrelor blocca l'aggregazione piastrinica patologica riducendo la probabilità di coaguli che andrebbero a ridurre il flusso di sangue. È un farmaco antiaggregante, prodotto da AstraZeneca con il nome commerciale di "Brilique".
Visti gli studi clinici, il composto è indicato in pazienti che hanno già presentato situazioni di infarto del miocardio e ictus per ridurre la probabilità di una loro ricomparsa. È consigliato anche per il trattamento dell'arteriopatia periferica e può essere utilizzato, in combinazione con ASA, per il trattamento della sindrome coronarica acuta in pazienti che presentano depressione del segmento ST del tracciato elettrocardiografico.
Ticagrelor 60 mg due volte al giorno è l'agente di scelta in pazienti stabilizzati con un ictus miocardico precedente, il cui rischio di sanguinamento è basso. L'uso di agenti alternativi (es. Clopidogrel o Prasugrel) è riservato per i casi in cui la terapia con Ticagrelor non è tollerata o fattibile.

### Controindicazioni ed effetti collaterali
Il farmaco non dovrebbe essere preso se si è ipersensibili al principio attivo o agli eccipienti, se si ha sanguinamento patologico o se si è già presentata emorragia intracranica, se la funzionalità epatica è compromessa severamente o se contemporaneamente si assumono inibitori o induttori del CYP3A4
Poiché il metabolismo del Ticagrelor si verifica nel fegato, una grave compromissione epatica può comportare un aumento dell'esposizione al farmaco. Questo, combinato con una ridotta sintesi di proteine della coagulazione, può contribuire ad un aumento del rischio di sanguinamento.
Il principale effetto collaterale degli inibitori del recettore P2Y12 è l'emorragia, talvolta fatale, che può verificarsi in quasi tutti i siti. Il rischio dipende da più variabili, incluso l'uso concomitante di più agenti che alterano l'emostasi e la suscettibilità del paziente. Lo studio PLATO ha messo in evidenza che il gruppo trattato con Ticagrelor e il gruppo trattato con Clopidogrel presentavano simile rischio di emorragie durante la chirurgia di bypass; mentre se i pazienti non erano sottoposti a bypass, il rischio per il braccio trattato con solo Ticagrelor era del 4,5%, mentre quello trattato con Clopidogrel era del 3,8%, visto che l'inibizione del recettore era reversibile.
Inoltre, il rischio di sanguinamento maggiore di TIMI era significativamente più alto nei pazienti trattati con Ticagrelor 60 mg due volte al giorno rispetto a quelli curati con placebo. Era anche stato evidenziato che la somministrazione di Ticagrelor (60 mg due volte al giorno) portava ad un significativo aumento di: sanguinamento minore, sanguinamento che richiede trasfusione e sanguinamento che porta a studiare la sospensione del farmaco. Il sanguinamento maggiore era evidente anche nei pazienti diabetici trattati con Ticagrelor 60 mg due volte al giorno, rispetto a quelli trattati con placebo.
Il rischio di emorragia intracranica, ictus emorragico e di sanguinamento fatale non ha mostrato differenze significative tra i pazienti trattati con Ticagrelor (60 mg due volte al giorno) e quelli riceventi placebo. Il PLATO ha inoltre evidenziato che i pazienti trattati con Ticagrelor presentano un'incidenza alla dispnea quasi doppia (13,8%) rispetto al quelli trattati con il Clopidogrel (7,8%), infatti vi è un aumento ingente delle pause ventricolari al monitoraggio Holter{\displaystyle \geq }3 secondi, ossia del 5,8% nei riceventi Ticagrelor, in confronto al 3,6% in quelli ai quali è destinato il Clopidogrel.
La dispnea si è inoltre verificata in modo più significativo nei pazienti ai quali veniva somministrato Ticagrelor (60 mg due volte al giorno) rispetto ai riceventi del placebo (15,84% vs 6,38%): è stata rilevata subito dopo l'inizio della somministrazione del farmaco e la maggior parte degli episodi erano di intensità lieve o moderata. I pazienti asmatici e quelli con BPCO sono ad un aumentato rischio assoluto di dispnea, quindi la somministrazione del farmaco in questi gruppi deve essere prudente. La dispnea spesso si risolve senza la necessità di interrompere il trattamento.
Altri effetti collaterali riguardano il sistema cardiovascolare: si può avere presincope (≤2%) e sincope (≤2%). Per quanto riguarda il sistema nervoso centrale, possono presentarsi vertigini (5%) e perdita di conoscenza (≤2%). L'effetto collaterale riguardante l'apparato gastrointestinale è la nausea (4%). Nel sistema renale si ha un aumento della creatinina sierica (7%), transitorio, con meccanismo indeterminato. In alcuni casi si è evidenziato un aumento dell'acido urico con una frequenza non definita.
Infine evidenziamo segnalazioni di fase IV (<1%): angioedema, blocco atrioventricolare, bradicardia, gotta, reazione di ipersensibilità, eruzione cutanea, tosse, vertigini, shock ipovolemico o severa ipotensione.

### Tossicologia
I sintomi di sovradosaggio possono includere: sanguinamento, effetti gastrointestinali (nausea, vomito e diarrea) e pause ventricolari. La perdita di sangue rappresenta il rischio predominante. Il ticagrelor è stato associato a rari casi di reazioni di ipersensibilità, accompagnate da lievi danni epatici.

### Interazioni
Il Ticagrelor può interagire con forti inibitori del CYP3A4 (Ketoconazolo, Diltiazem, succo di pompelmo, Claritromicina, Nefazodone, Ritonavir, Atazanavir), che ne aumentano l'esposizione di circa due volte, perché inibendo il metabolismo del farmaco si inibisce anche la sua eliminazione e così facendo, rimane nel circolo sanguigno.
Può avere interazioni con induttori del CYP3A4 (Rifampicina, Fenitoina, Carbamazepina, Fenobarbitale), che ne diminuiscono l'esposizione e l'efficacia (sono ridotte Cmax e AUC). Inoltre il Ticagrelor può essere esso stesso un inibitore lieve del CYP3A4:  può aumentare l'esposizione a substrati del CYP3A4 con uno stretto indice terapeutico (es. Cisapride) La co-somministrazione di Ticagrelor aumenta l'esposizione alla Simvastatina (substrato del CYP3A4) e si pensa che un effetto simile lo abbia anche il metabolita attivo nei confronti della Lovastatina.
Vi è una mancanza di dati sulla co-somministrazione di Ticagrelor con sostanze attive che sono potenti inibitori della P-gp e induttori moderati del CYP3A4. Non ci sono dati che mostrano una interazione tra la co-somministrazione di Ticagrelor o del suo metabolita attivo con eparina, sodio enoxaparina, aspirina o desmopressina. Tuttavia, si consiglia cautela quando si co-somministra il Ticagrelor con medicinali noti per alterare l'emostasi (per esempio: Verapamil e Chinidina).